# Нголоминги, Нджибу
Нджибу Нголоминги (фр. Ndjibu N'Golomingi; род. 16 апреля 1964) — конголезский шоссейный велогонщик. Участник летних Олимпийских игр 1988 и 1992 года.

## Карьера
В 1988 году был включён в состав сборной Заира на летних Олимпийских играх в Сеуле. На них выступил в двух гонках. Сначала в командной гонке с раздельным стартом на 100 км. По её результатам сборная Заира (в которую также входили Паси Мпенза, Кимпале Мосенго и Мобанге Амиси) заняла 28 место, уступив занявшей первое место сборной ГДР 24 минуты. А затем в групповой шоссейной гонке протяжённостью 196,2 км, но не смог её завершить, как и ещё 26 из 136 участников.
В 1992 году был включён в состав сборной Заира на летних Олимпийских играх в Барселоне. На них выступил в групповой шоссейной гонке протяжённостью 194 км, но не смог финишировать как и ещё 69 гонщиков.